# Nelle mani degli dei
Nelle mani degli dei (The Year's Best Fantasy Stories: 2, letteralmente "Le migliori storie fantasy dell'anno: 2") è un'antologia di racconti fantasy curata dallo scrittore statunitense Lin Carter e pubblicata da DAW Books nell'agosto 1976 come n. 205 della collana DAW Collectors. È stata tradotta in italiano per la prima e unica volta da Arnoldo Mondadori Editore all'interno del volume doppio Fantasy Inverno 1992. La figlia della strega e 12 racconti di fantasy, il supplemento semestrale n. 2 al periodico Urania Fantasy, pubblicato nel novembre 1992.

## Panoramica
Quest'antologia è il secondo volume di una collana annuale curata da Lin Carter per DAW Books fra 1975 e 1980 e, similmente agli altri volumi della serie, propone dodici racconti fantasy reputati da Carter di qualità particolarmente alta; dieci testi erano già stati pubblicati su rivista o in volume nell'anno 1975, i rimanenti due sono inediti appositamente opzionati da DAW Books a cavallo fra 1975 e 1976. Nei fatti, la selezione privilegia fortemente opere di autori già affermati e/o dal gusto affine a quello di Carter, a scapito di voci esordienti o afferenti ad altre scuole stilistiche, e include surrettiziamente sia uno scritto dello stesso Carter, sia un racconto incompiuto di Clark Ashton Smith completato postumo da Carter. Accompagnano i racconti due paratesti composti sempre da Carter: un'introduzione generale intitolata «The Year's in Fantasy», che fa il punto sullo stato della letteratura fantasy nell'anno 1976, e un'appendice di brevi recensioni di romanzi fantasy e saggi accademici sull'argomento, intitolata «The Year's Best Fantasy Books».
La traduzione italiana presenta direttamente l'antologia come una raccolta tematica sul sottogenere del fantasy eroico, e non come un volume generalista (si noti a tal proposito l'adattamento del titolo), e taglia sia l'introduzione generale sia l'appendice di recensioni.

## Contenuti
Tutte le traduzioni italiane sono di Claudia Verpelli tranne che per i racconti "La demone" e "La notte dell'unicorno", tradotti invece da Daniela Rossi. Per i racconti afferenti a una saga più vasta, si indica in nota il ciclo di appartenenza.
- "La demone" ("The Demoness") di Tanith Lee; inedito[2].
- "La notte dell'unicorno" ("The Night of the Unicorn") di Thomas Burnett Swann; nell'antologia Nameless Places, a cura di Gerald W. Page, Arkham House, 1975.
- "Al lupo! Al lupo!" ("Cry Wolf") di Pat McIntosh; in Anduril 5, luglio 1975[3].
- "In balia degli dei" ("Under the Thumbs of the Gods") di Fritz Leiber; in Fantastic aprile 1975[4].
- "Il guardiano del sigillo" ("The Guardian of the Vault") di Paul Spencer; inedito.
- "La lampada di Atlantide" ("The Lamp from Atlantis") di L. Sprague De Camp; in The Magazine of Fantasy and Science Fiction marzo 1975[5].
- "Xiurhn" ("Xiurhn") di Gary Myers; nella raccolta personale The House of the Worm, Arkham House, 1975.
- "La città nella eterna" ("The City in the Jewel") di Lin Carter; in Fantastic dicembre 1975[6].
- "La città delle ombre" ("In 'Ygiroth") di Walter C. De Bill; nell'antologia Nameless Places, a cura di Gerald W. Page, Arkham House, 1975.
- "La pergamena di Morloc" ("The Scroll of Morloc") di Clark Ashton Smith e Lin Carter; in Fantastic ottobre 1975.
- "A ciascuno il suo" ("Payment in Kind") di C. A. Cador; in Gnostica agosto 1975.
- "Milord Sir Smith, mago inglese" ("Milord Sir Smith, The English Wizard") di Avram Davidson; nella raccolta personale The Enquiries of Doctor Eszterhazy, Warner Books, 1975[7].